# Dekabromdifenyleter

Dekabromodifenyleter är ett flamskyddsmedel som används i olika syntetiska material såsom textilier, polystyren och epoxyplaster för tryckta kretskort.